# Campionato sudamericano per club 2012 (pallavolo femminile)
Il campionato sudamericano per club di pallavolo femminile 2012 è stato la 4ª edizione del massimo torneo pallavolistico sudamericano per squadre di club e si è svolto dal 4 al 6 settembre 2012 a Osasco, in Brasile. Al torneo hanno partecipato 4 squadre di club sudamericane e la vittoria finale è andata per la quarta volta consecutiva all'Osasco Voleibol Clube.

## Regolamento
Le quattro squadre partecipanti si sono sfidate in un girone all'italiana.

## Squadre partecipanti
- Boca Juniors
- Osasco
- Universidad Católica
- San Martín[1]
- SC Venezuela

## Classifica finale
| Classifica | Squadre              | Qualificazione                |
| ---------- | -------------------- | ----------------------------- |
|            | Osasco               | Coppa del Mondo per club 2012 |
|            | Boca Juniors         |                               |
|            | Universidad Católica |                               |
| 4          | SC Venezuela         |                               |